# Клохин

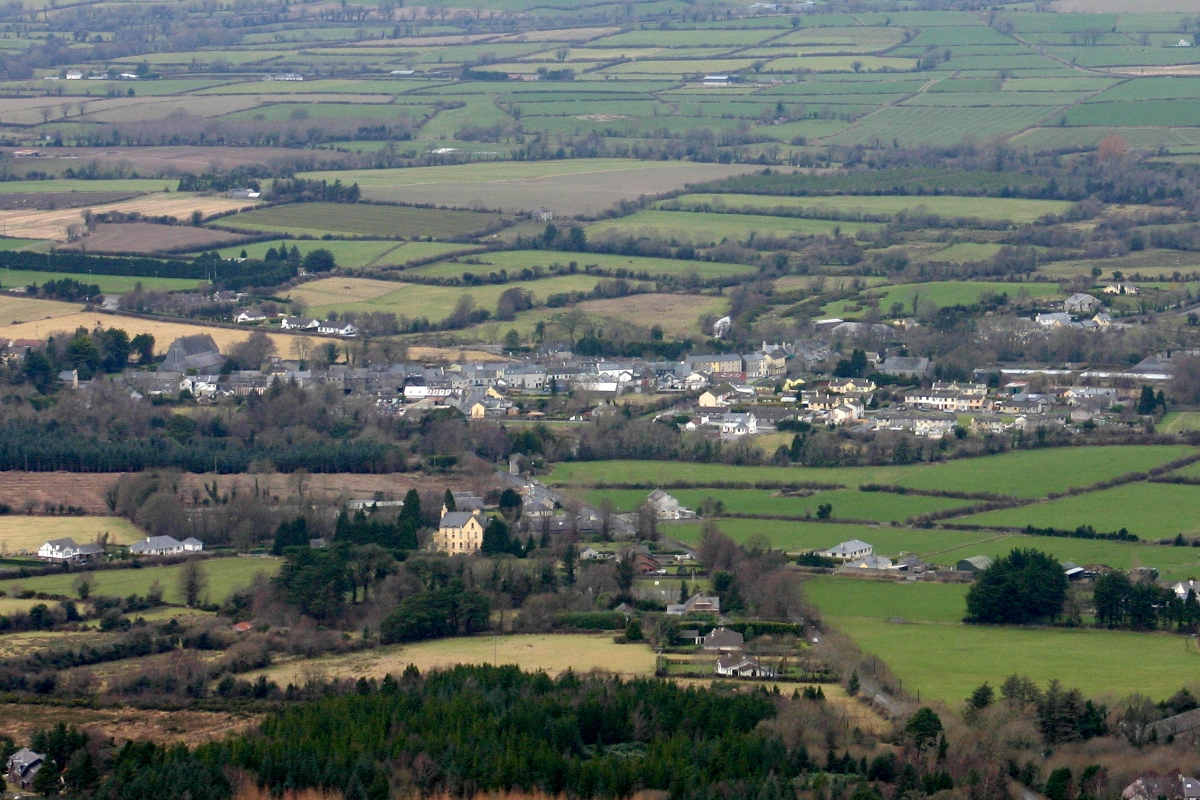
Вид на деревню

Клохин (англ. Clogheen; ирл. An Chloichín, «маленький камень») — деревня в Ирландии, находится в графстве Южный Типперэри (провинция Манстер).
Известность деревня получила в 2000 году, когда местный отель, использовавшийся для размещения беженцев, пострадал из-за поджога.

## Демография
Население — 509 человек (по переписи 2006 года). В 2002 году население составляло 550 человек.
Данные переписи 2006 года:
| Общие демографические показатели |               |                               |                               |      |      |
| Всё население                    | Всё население | Изменения населения 2002—2006 | Изменения населения 2002—2006 | 2006 | 2006 |
| 2002                             | 2006          | чел.                          | %                             | муж. | жен. |
| 550                              | 509           | −41                           | −7,5                          | 269  | 240  |